# Giac
Giat és un municipi francès situat al departament del Puèi Domat i a la regió d'Alvèrnia-Roine-Alps. L'any 2007 tenia 910 habitants.

## Demografia

### Població
El 2007 la població de fet de Giat era de 910 persones. Hi havia 425 famílies de les quals 155 eren unipersonals (49 homes vivint sols i 106 dones vivint soles), 135 parelles sense fills, 94 parelles amb fills i 41 famílies monoparentals amb fills.
La població ha evolucionat segons el següent gràfic:
Habitants censats

### Habitatges
El 2007 hi havia 652 habitatges, 426 eren l'habitatge principal de la família, 132 eren segones residències i 94 estaven desocupats. 568 eren cases i 82 eren apartaments. Dels 426 habitatges principals, 313 estaven ocupats pels seus propietaris, 98 estaven llogats i ocupats pels llogaters i 15 estaven cedits a títol gratuït; 4 tenien una cambra, 30 en tenien dues, 74 en tenien tres, 115 en tenien quatre i 203 en tenien cinc o més. 308 habitatges disposaven pel capbaix d'una plaça de pàrquing. A 209 habitatges hi havia un automòbil i a 131 n'hi havia dos o més.

### Piràmide de població
La piràmide de població per edats i sexe el 2009 era:
| Homes | Edats   | Dones |
| ----- | ------- | ----- |
| 0     | 95 o +  | 0     |
| 0     | 90 a 94 | 12    |
| 8     | 85 a 89 | 12    |
| 8     | 80 a 84 | 36    |
| 20    | 75 a 79 | 32    |
| 32    | 70 a 74 | 40    |
| 48    | 65 a 69 | 36    |
| 28    | 60 a 64 | 36    |
| 24    | 55 a 59 | 12    |
| 48    | 50 a 54 | 32    |
| 48    | 45 a 49 | 52    |
| 16    | 40 a 44 | 32    |
| 28    | 35 a 39 | 24    |
| 48    | 30 a 34 | 24    |
| 40    | 25 a 29 | 16    |
| 28    | 20 a 24 | 20    |
| 24    | 15 a 19 | 12    |
| 20    | 10 a 14 | 20    |
| 24    | 5 a 9   | 20    |
| 16    | 0 a 4   | 20    |

## Economia
El 2007 la població en edat de treballar era de 522 persones, 359 eren actives i 163 eren inactives. De les 359 persones actives 339 estaven ocupades (188 homes i 151 dones) i 20 estaven aturades (12 homes i 8 dones). De les 163 persones inactives 76 estaven jubilades, 38 estaven estudiant i 49 estaven classificades com a «altres inactius».

### Ingressos
El 2009 a Giat hi havia 418 unitats fiscals que integraven 856 persones, la mediana anual d'ingressos fiscals per persona era de 14.530,5 €.

### Activitats econòmiques
Dels 96 establiments que hi havia el 2007, 2 eren d'empreses alimentàries, 1 d'una empresa de fabricació d'altres productes industrials, 12 d'empreses de construcció, 33 d'empreses de comerç i reparació d'automòbils, 3 d'empreses de transport, 5 d'empreses d'hostatgeria i restauració, 4 d'empreses financeres, 2 d'empreses immobiliàries, 14 d'empreses de serveis, 14 d'entitats de l'administració pública i 6 d'empreses classificades com a «altres activitats de serveis».
Dels 26 establiments de servei als particulars que hi havia el 2009, 1 era una oficina de correu, 2 oficines bancàries, 2 tallers de reparació d'automòbils i de material agrícola, 1 guixaire pintor, 4 fusteries, 2 lampisteries, 2 electricistes, 4 perruqueries, 5 veterinaris, 2 restaurants i 1 saló de bellesa.
Dels 12 establiments comercials que hi havia el 2009, 1 era un supermercat, 1 una botiga de més de 120 m², 1 una botiga de menys de 120 m², 2 fleques, 1 una carnisseria, 1 una llibreria, 2 botigues de roba, 1 una sabateria, 1 una botiga de mobles i 1 un drogueria.
L'any 2000 a Giat hi havia 71 explotacions agrícoles que ocupaven un total de 3.196 hectàrees.

## Equipaments sanitaris i escolars
El 2009 hi havia 1 farmàcia i 2 ambulàncies.
El 2009 hi havia 2 escoles elementals. Giat disposava de 2 col·legis d'educació secundària amb 104 alumnes.

## Poblacions més properes
El següent diagrama mostra les poblacions més properes.